# Gas Gas
Gas Gas fou una empresa catalana fabricant de motocicletes, especialitzada en el fora d'asfalt i coneguda sobretot per les seves motos de trial i enduro, per bé que també fabricava quads. Fundada el 1985, tenia la fàbrica a Salt, Gironès, i la seva raó social era GAS GAS MOTOS, S.A. La profunda crisi que patí des de començaments del 2015 n'acabà provocant la suspensió d'activitats cap al juliol d'aquell any. El novembre del 2015, l'empresa fou adquirida per Torrot Electric. El setembre del 2019, KTM en comprà una participació del 60% al fins aleshores propietari, el grup d'inversió Black Toro Capital.
Gas Gas va néixer arran de la fallida empresarial de SWM, quan dos ex-pilots d'enduro i en aquells moments distribuïdors de la marca italiana, Narcís Casas i Josep Maria Pibernat, es van trobar sense productes per a vendre a la seva botiga, anomenada justament Gas Gas, i van decidir fabricar-se ells mateixos les motos de trial per a poder-ne vendre.

## Història
Des de 1974, Casas i Pibernat regentaven un establiment comercial a Salt distribuïdor de les motocicletes Bultaco anomenat "Gas Gas". A partir de 1980, amb la crisi i posterior tancament de Bultaco, ambdós socis es trobaren sense motocicletes per a vendre i començaren la importació de les italianes SWM, passant a ser representants de l'empresa per a tot l'estat espanyol.

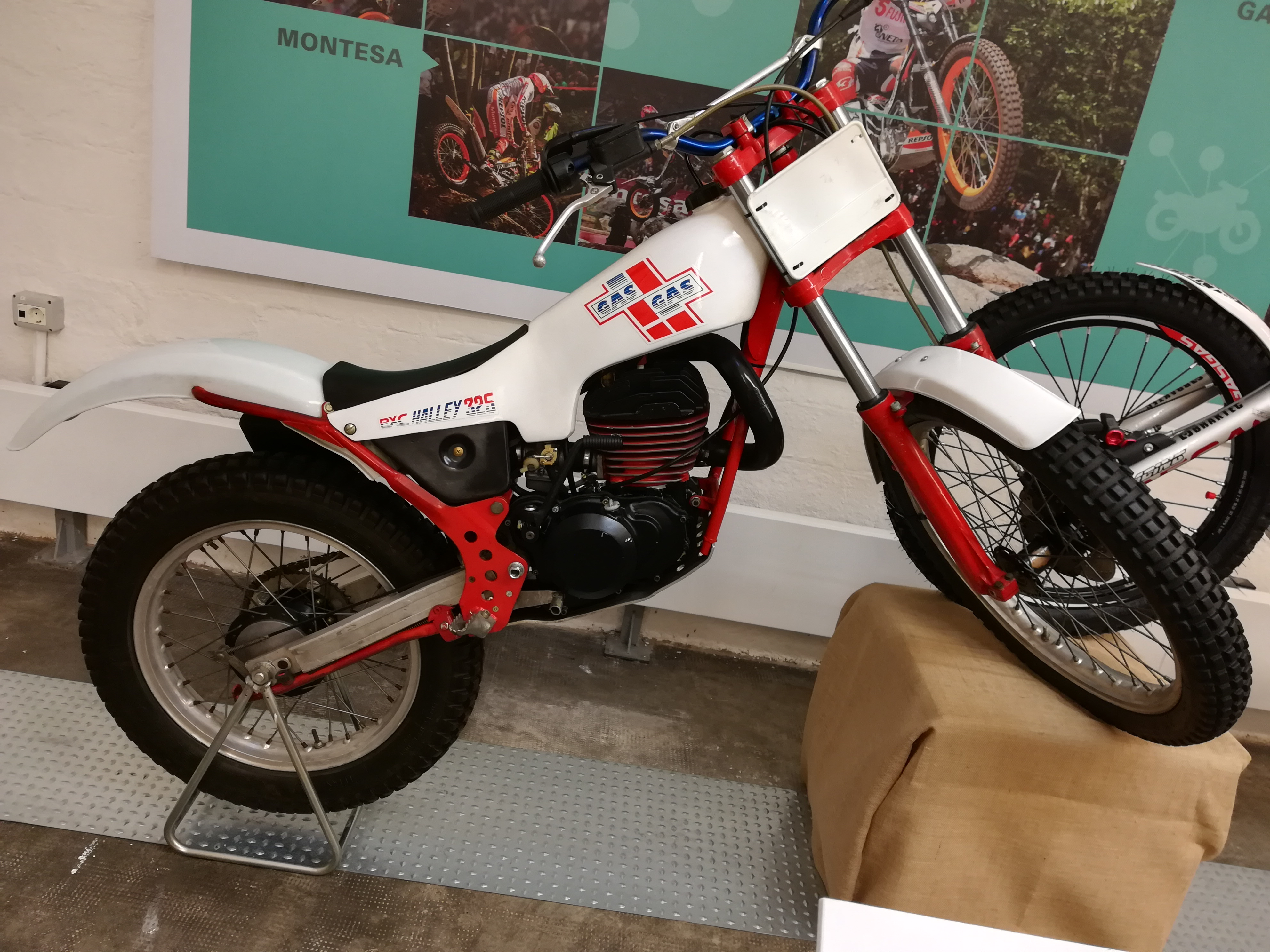
Gas Gas Halley de trial de 1986.

Més endavant, SWM entrà en crisi i tancà la seva factoria. Casas i Pibernat s'hi resistiren i miraren de ressuscitar la marca italiana. Després de moltes negociacions es desistí de l'intent de trobar un nou nom per a la marca i el 1984, a iniciativa dels dos socis, es presentà al Saló de l'Automòbil de Barcelona un prototipus de trial amb el nom del seu establiment, Gas Gas, basat en la SWM Guanaco optimitzada i posada al dia.
El 1985 es presentà una nova versió evolucionada del seu prototipus de trial, que no tenia gaire a veure amb la primera. S'anomenava Gas Gas Halley, nom que commemorava el pas d'aquest cometa prop de l'òrbita terrestre el 1986, i seria posada en producció tot fabricant-se'n 200 exemplars (l'artífex d'aquesta moto fou Josep Rovira Paxau, durant anys responsable de les motocicletes de trial de la marca i actualment desenvolupant la mateixa tasca a Sherco). Aquella moto tingué bona acceptació i aniria evolucionant ràpidament i notable. L'any següent se'n duplicà la producció. La penetració de la marca en el mercat fou tan bona que els seus propietaris decidiren ampliar la gamma de trial i introduir-se en altres modalitats, com ara el motocròs i l'enduro. Per tal d'encarar amb garanties aquesta darrera modalitat, l'empresa contractà Boni Geebelen, antic pilot de trial esdevingut especialista en motocicletes d'enduro. Geebelen ha estat des d'aleshores el màxim responsable dels models d'enduro de Gas Gas.
A data de 2009, l'empresa estava controlada en un 65% per Vector Capital (Societat de Caixa Penedès) i Ingenia Capital, amb gairebé el 65% de participacions conjuntament. Josep Maria Pibernat en conservava part del capital i exercia tasques de direcció juntament amb Ramon Puente, director general i accionista, mentre que Narcís Casas havia abandonat l'empresa.

### Significat del nom
Gas Gas vol dir en argot motorista "accelera" (accelerar, donar gas, anar a tot drap, a sac). Els fundadors de Gas Gas han expressat de vegades els seus dubtes sobre el nom triat, ja que fora del mercat espanyol pot causar confusió. N'hi ha que, desconeixent-ne el significat, han fet broma dient que a Gas Gas són tan bons que havien d'anomenar-se dues vegades. L'importador als EUA va fer servir el lema Gas Gas = Fast Fast a partir de 1999-2002 per mirar de fer la marca més entenedora per al públic americà.

### Projectes i fusions
El 16 de març de 2012 s'anuncià que Gas Gas, Ossa i Rieju havien decidit d'unir-se per a desenvolupar conjuntament un motor de quatre temps compatible amb les motos que produeixen les tres companyies. L'acord disposa d'un pressupost de dos milions d'euros i, segons s'anuncià, "és el primer punt de col·laboració entre les marques, però hi ha altres projectes en cartera". El motor es fabricarà probablement a la planta de Gas Gas i l'objectiu és tenir-lo acabat en un termini de dos anys. Segons Joan Sureda, Director general d'Indústria de la Generalitat de Catalunya, el projecte es fa conjuntament amb l'administració catalana.
El 24 gener de 2014 es va anunciar que l'empresa es fusionava amb Ossa, per bé que les marques respectives continuarien diferenciades. Un dels primers projectes que es preveia en l'acord de fusió era el desenvolupament conjunt d'una nova moto d'estil "vintage", que hauria de portar el segell d'Ossa i que suposaria l'entrada de la marca en el món de la carretera. La fallida final de Gas Gas, el 2015, significà també la fi del projecte de la renascuda Ossa.

### La greu crisi del 2015
El 2015, Gas Gas va patir una crisi financera greu i va haver de presentar un pre-concurs de creditors. El juny d'aquell any es publicà que l'empresa es trobava a un pas de la liquidació, en no arribar a un acord amb el comitè per a aplicar un ERO temporal que afectaria molts treballadors. A mitjan mes de novembre, el Jutjat Mercantil de Girona va escollir l'empresa Torrot Electric com a nova propietària de Gas Gas. L'oferta de Torrot Electric era la més alta de les tres que s'havien rebut: 9,66 milions d'euros per a la compra i una inversió de 13 milions més en tres anys per a reflotar Gas Gas.

## Producció

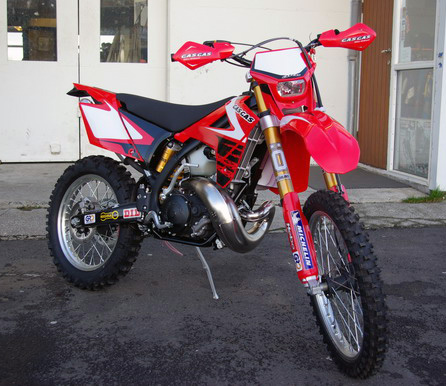
Gas Gas d'enduro EC Racing edition del 2008 amb suspensió completa Ohlins

Gas Gas fabricava i venia motocicletes de trial des de 1985, i d'enduro i de motocròs des de 1989. El 2002 va començar a fabricar els quads. Produïa també una moto de supermoto. Era líder en el mercat internacional de motos de trial i tenia una posició molt forta en el sector de l'enduro. La marca era coneguda pels seus productes d'altíssima qualitat i per la seva contínua recerca i evolució tècnica. La major part dels models Gas Gas eren construïts de forma artesanal a la seva fàbrica de Salt.
Fins al moment del seu tancament, les motos Gas Gas s'exportaven a més de 60 països d'arreu del món, incloent-hi Austràlia, Nova Zelanda, Canadà, Sud-amèrica i els EUA, a banda de molts països europeus.

### Models
TrialEls models TXT estaven específicament dissenyats per al trial i eren capdavanters al mercat mundial de l'especialitat.
Enduro / Fora de carreteraMentre els models EC ("Enducross") i MC (motocròs) eren exportats arreu, Gas Gas havia fabricat models especialment per al mercat del fora d'asfalt dels EUA: La XC ("Cross Country") produïda de 1999 al 2002 i la DE ("Dealer Edition") produïda del 2002 al 2006. Ambdós models foren intents reeixits d'adaptar la producció a les característiques del mercat americà. Els models FSE i FSR màquines d'enduro similars en aparença als EC, però equipats amb motor d'injecció de quatre temps. El 2007 l'empresa va unificar tots els models i cilindrades amb el mateix color: vermell. Abans del 2007, cada color dels models EC representava una cilindrada:
- Groc - 125cc i 200cc.
- Vermell - 50cc, 250cc, 400cc i 450cc.
- Blau – 300cc i 450cc.

QuadsEls quads de tot-terreny estaven enquadrats a la línia Wild HP i n'hi havia amb motors de dos temps i amb motors d'injecció de quatre temps. Abans del 2007, la línia Wild HP era disponible en colors blau o vermell independentment de la seva cilindrada. A partir del 2007 s'havien unificat tots a color negre.

### Galeria d'imatges

Motos campiones
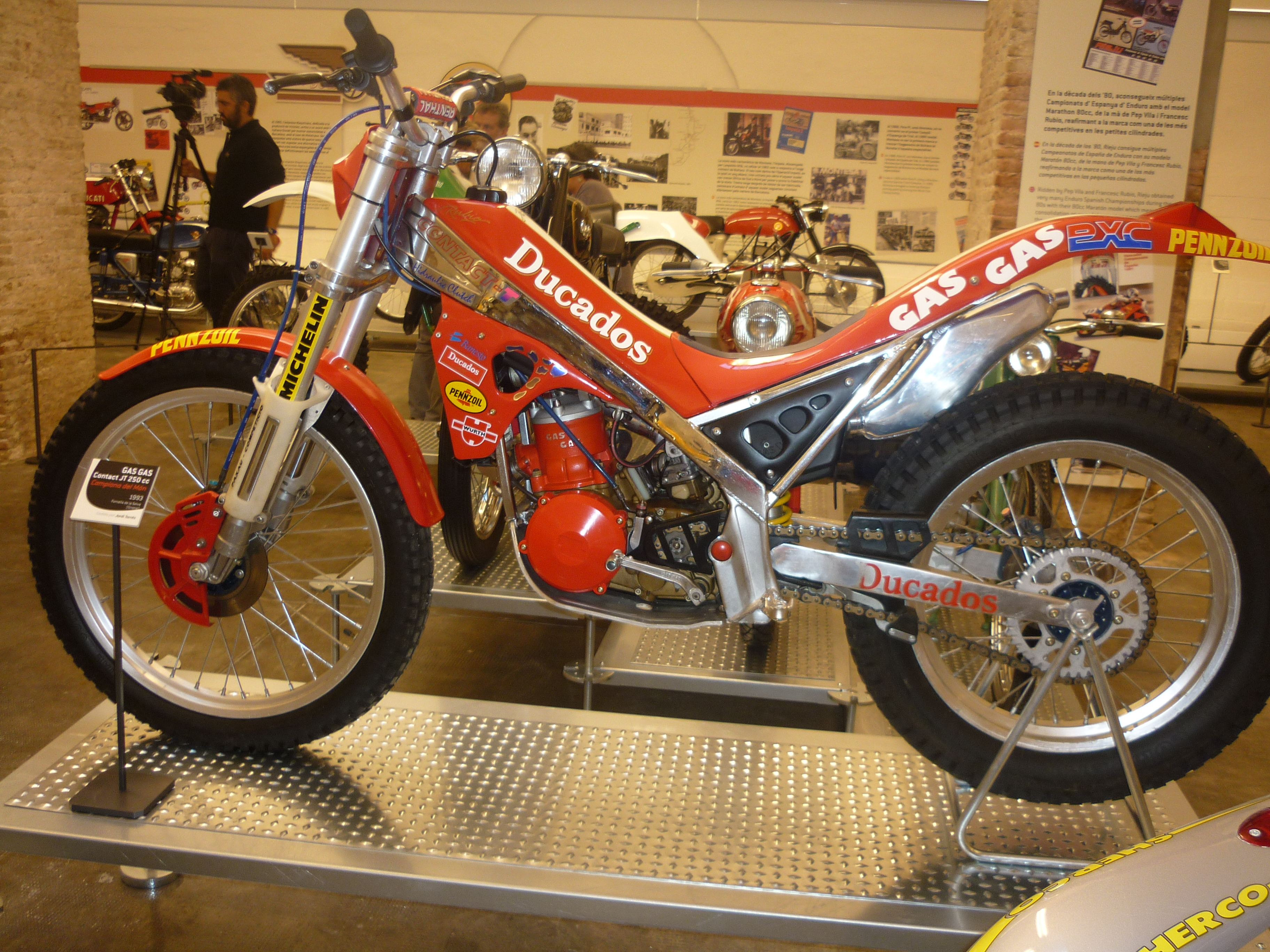
Gas Gas Contact JT 250cc, Campiona del Món de trial el 1993.
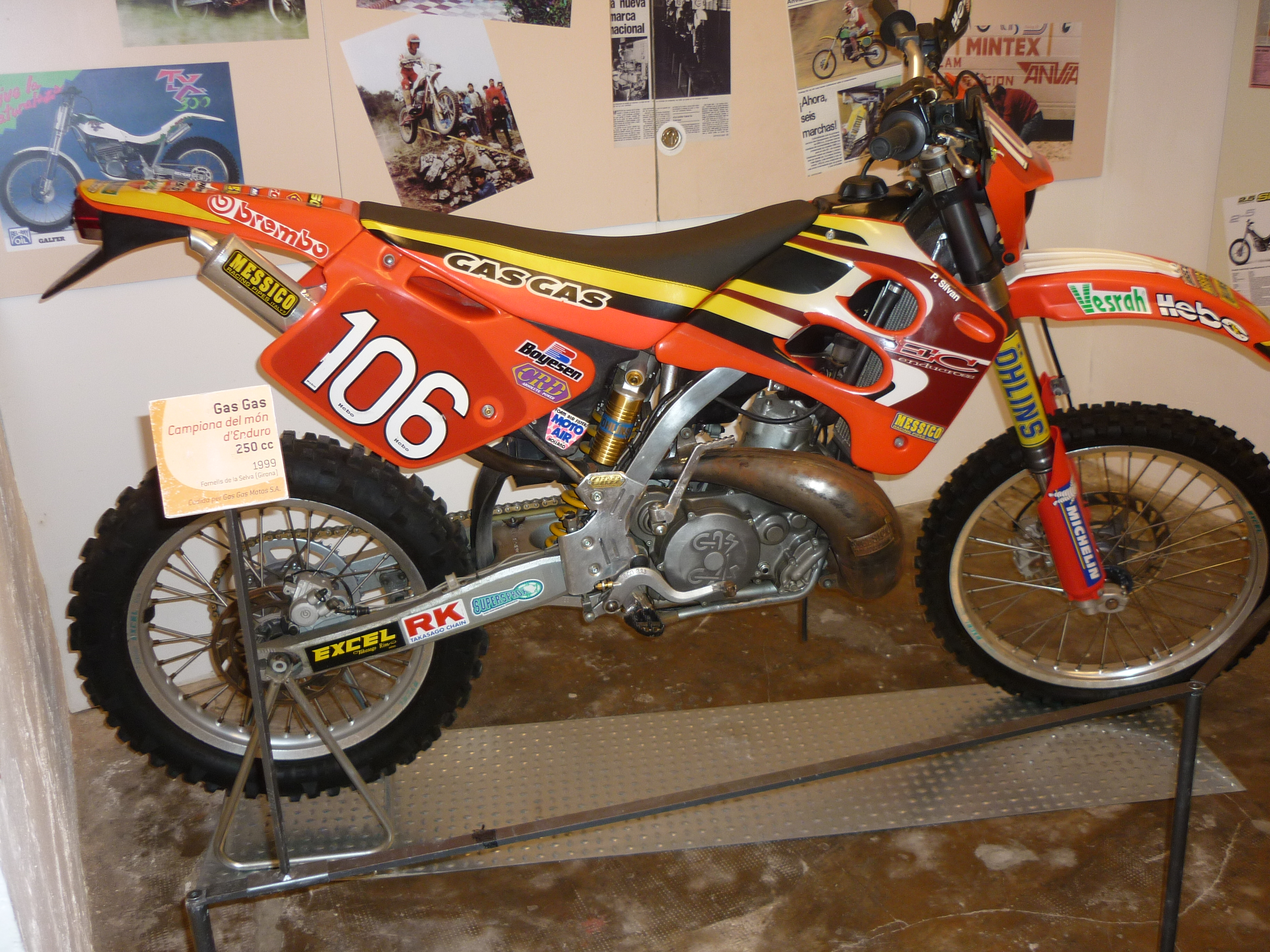
Gas Gas EC 250cc, Campiona del Món d'enduro el 1999.

Mostra de models
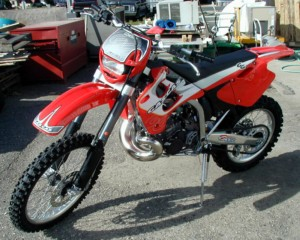
Gas Gas XC 250 del 2001, exclusiva per al mercat dels EUA.
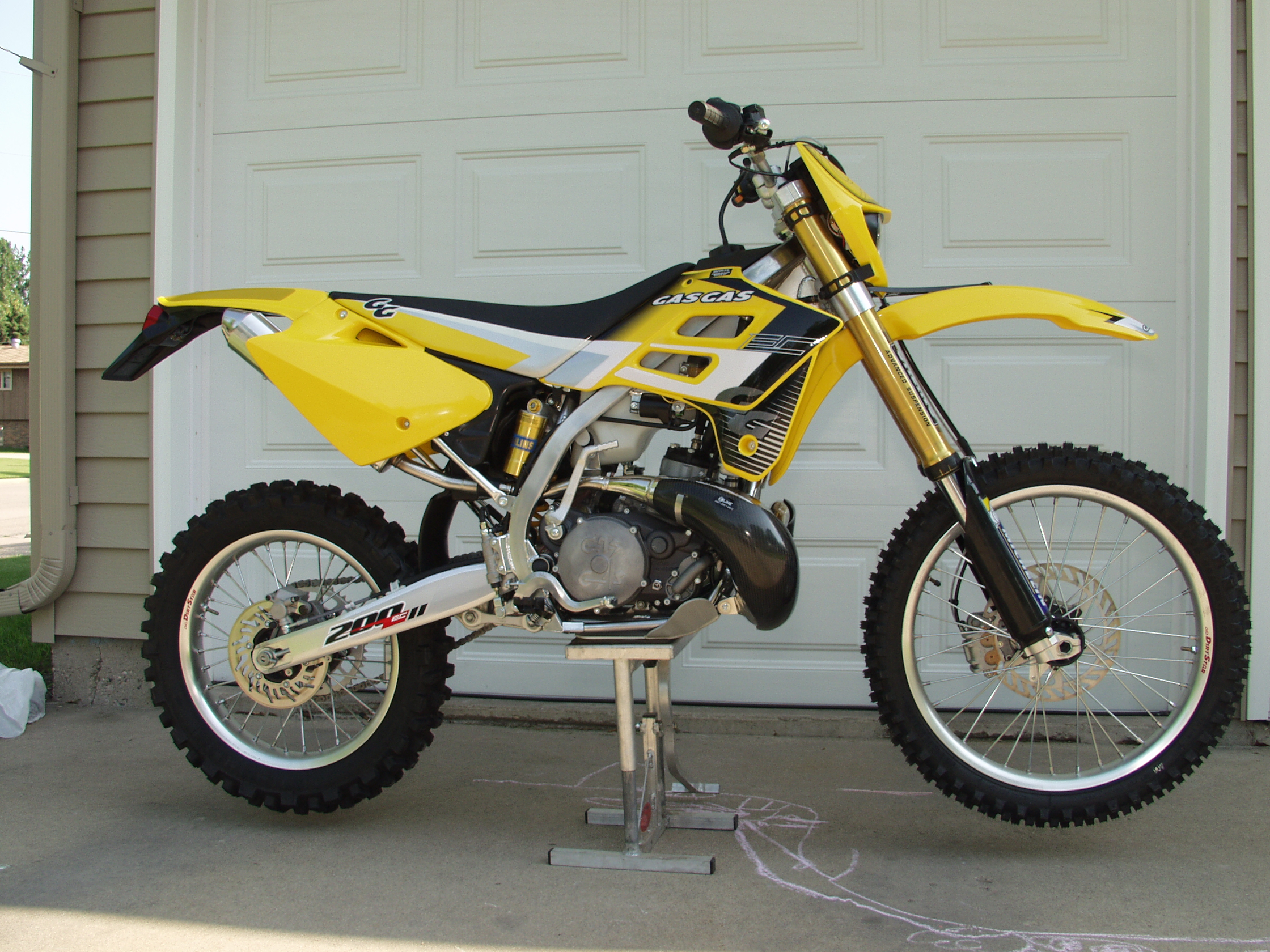
Gas Gas EC 200 amb suspensió completa Ohlins del 2003.
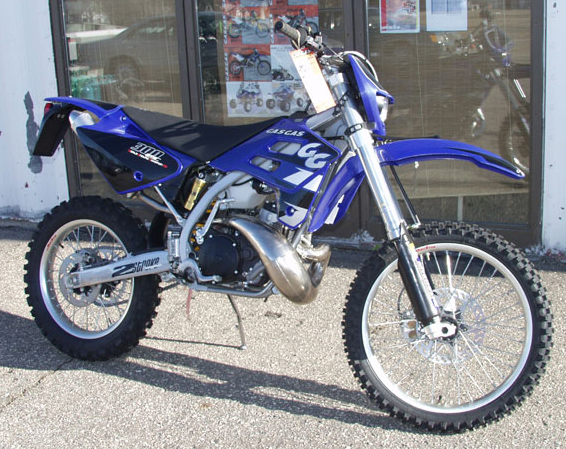
Gas Gas DE 300 del 2004, exclusiva per al mercat dels EUA.
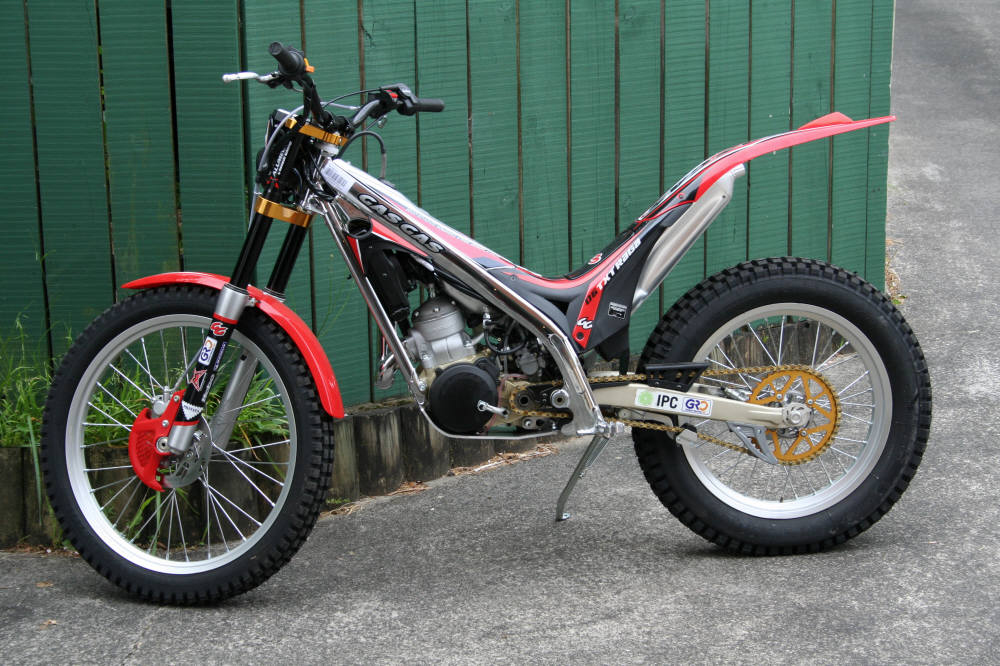
Gas Gas TXT Raga edition del 2006.
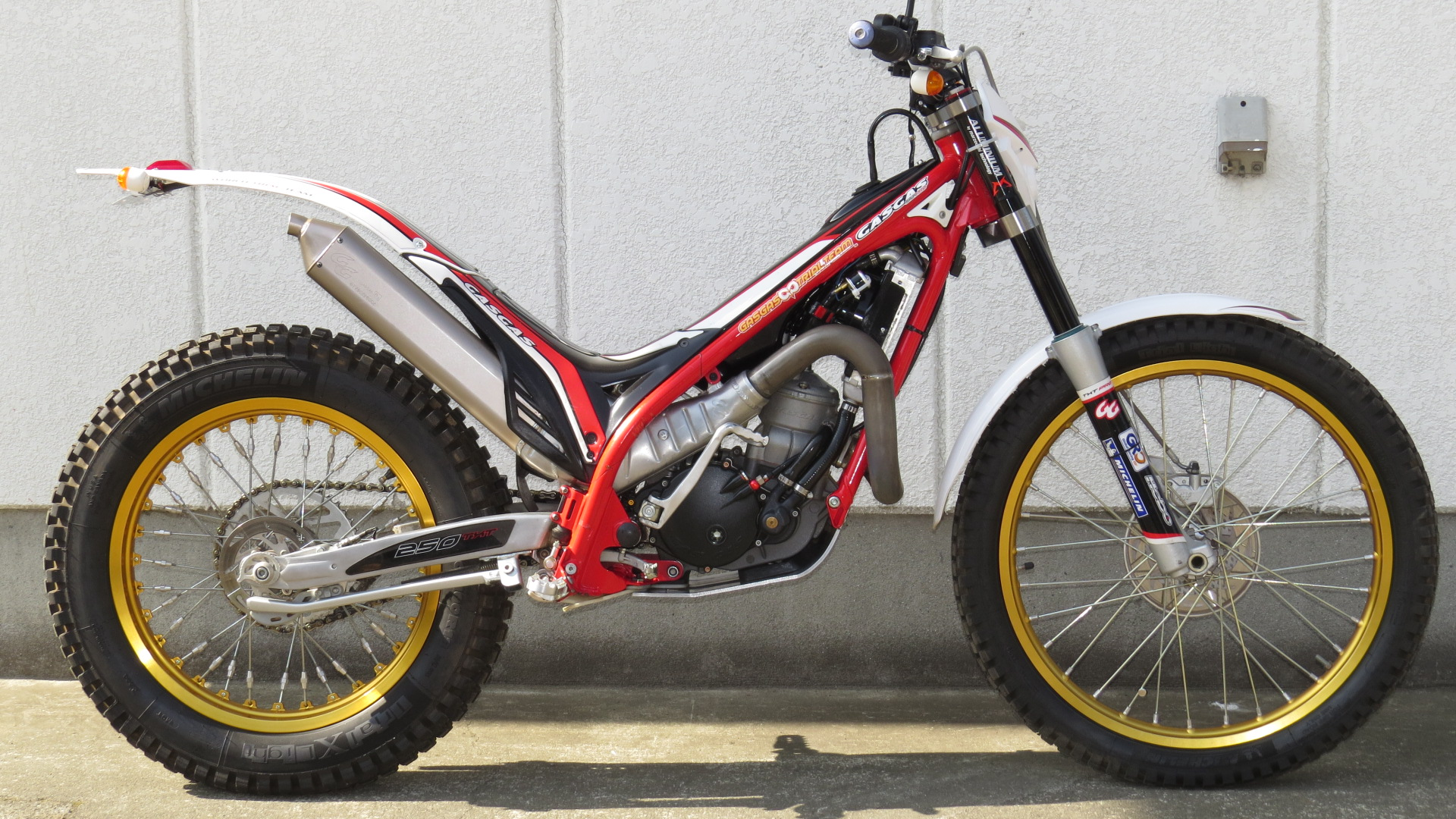
Gas Gas TXT Pro 250 del 2013.
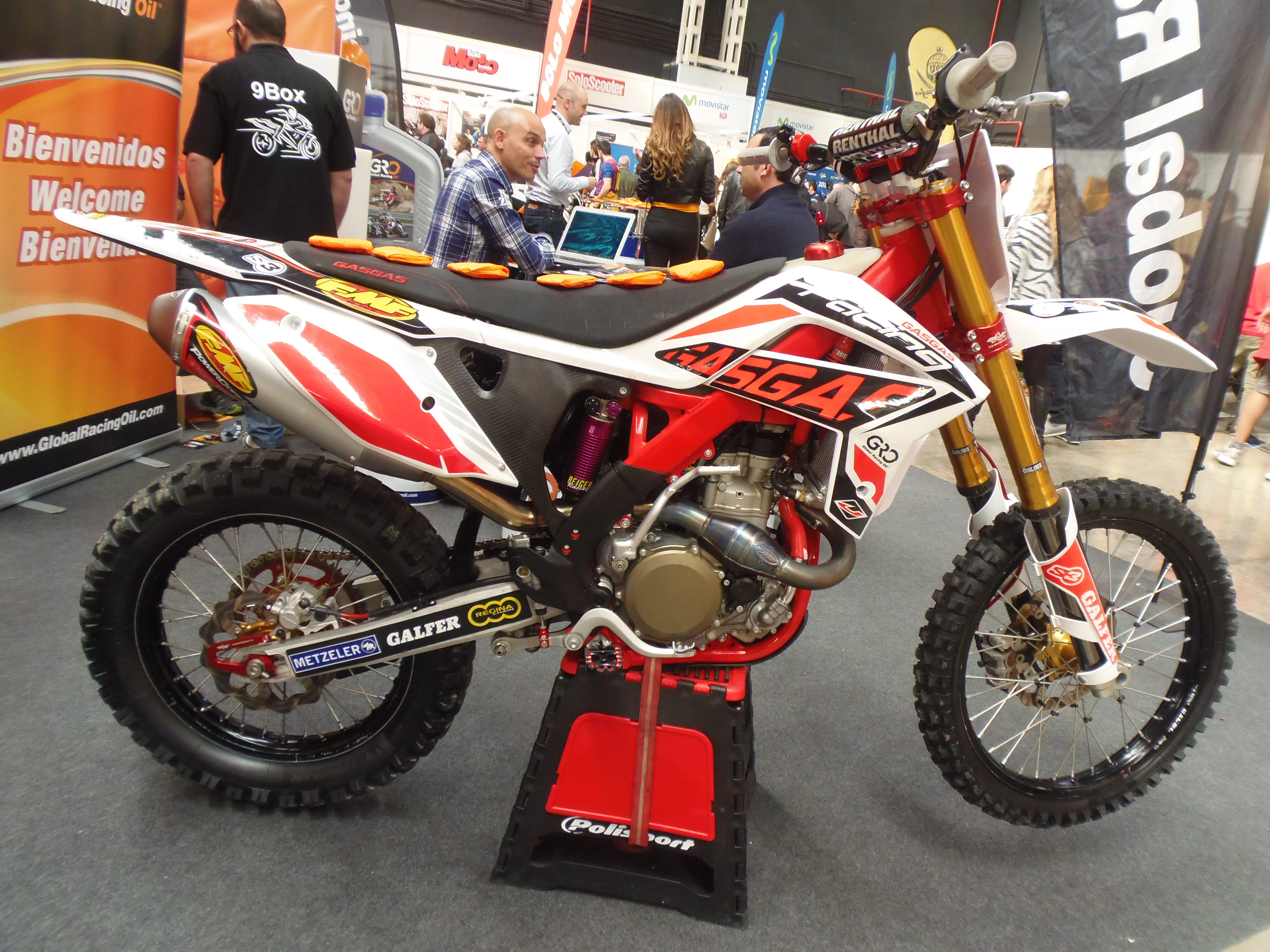
Gas Gas EC 250 F del 2015.

## Competició
Segons fonts oficials, fins a data de febrer del 2015 Gas Gas havia obtingut un total de 20 títols mundials: 5 de trial outdoor, 4 d'indoor, 4 de constructors (trial), 4 d'enduro i 3 de constructors (enduro).

### Trial

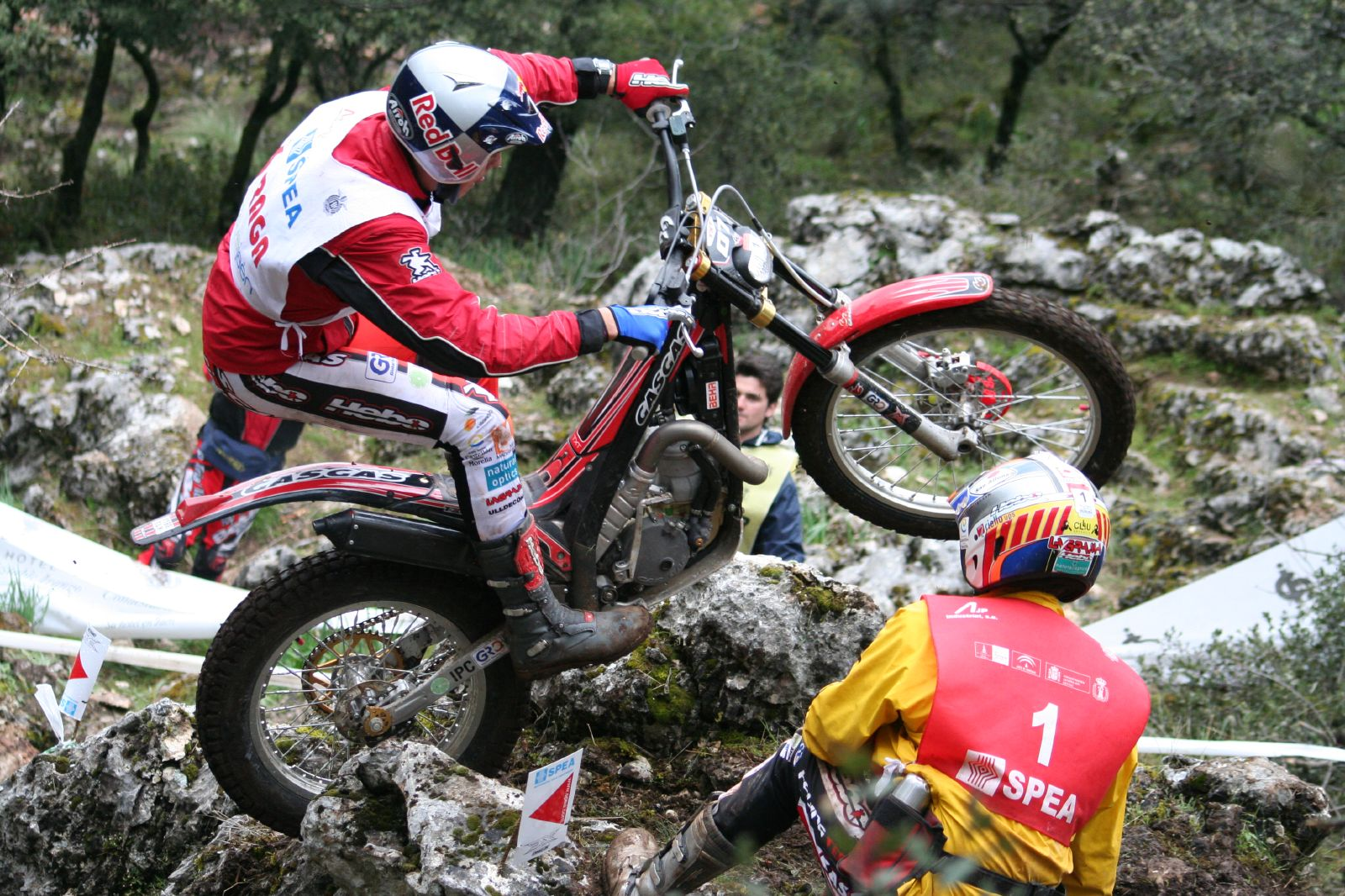
Adam Raga amb la Gas Gas el 2007

El 1993 Gas Gas va aconseguir fitxar el múltiple campió del món de trial Jordi Tarrés, qui abandonà la marca Beta i de seguida va guanyar per a la marca de Salt tres campionats del món consecutius, (1993 a 1995).
Més recentment, Gas Gas havia guanyat amb Adam Raga el Campionat del Món de Trial dues vegades seguides (2005 i 2006), el de trial indoor quatre vegades consecutives (2003 a 2006) i amb Laia Sanz una vegada el Campionat del Món de trial femení (2012).
La marca ostentava també 6 títols europeus de trial masculí (1997, 2000, 2002, 2004, 2005 i 2009), 3 de trial femení (1999 a 2001) i 7 títols espanyols en la categoria màxima, a banda de nombrosos en altres estats i categories (júnior, juvenil, etc.).
- Campionats del món de trial guanyats per Gas Gas:

| Any   | Campió       |
| ----- | ------------ |
| 1993  | Jordi Tarrés |
| 1994  | Jordi Tarrés |
| 1995  | Jordi Tarrés |
| 2005  | Adam Raga    |
| 2006  | Adam Raga    |
| Total | 5            |

- Campionats del món de trial indoor guanyats per Gas Gas:

| Any   | Campió    |
| ----- | --------- |
| 2003  | Adam Raga |
| 2004  | Adam Raga |
| 2005  | Adam Raga |
| 2006  | Adam Raga |
| Total | 4         |

- Campionats del món de trial femení guanyats per Gas Gas:

| Any   | Campió    |
| ----- | --------- |
| 2012  | Laia Sanz |
| Total | 1         |

### Enduro

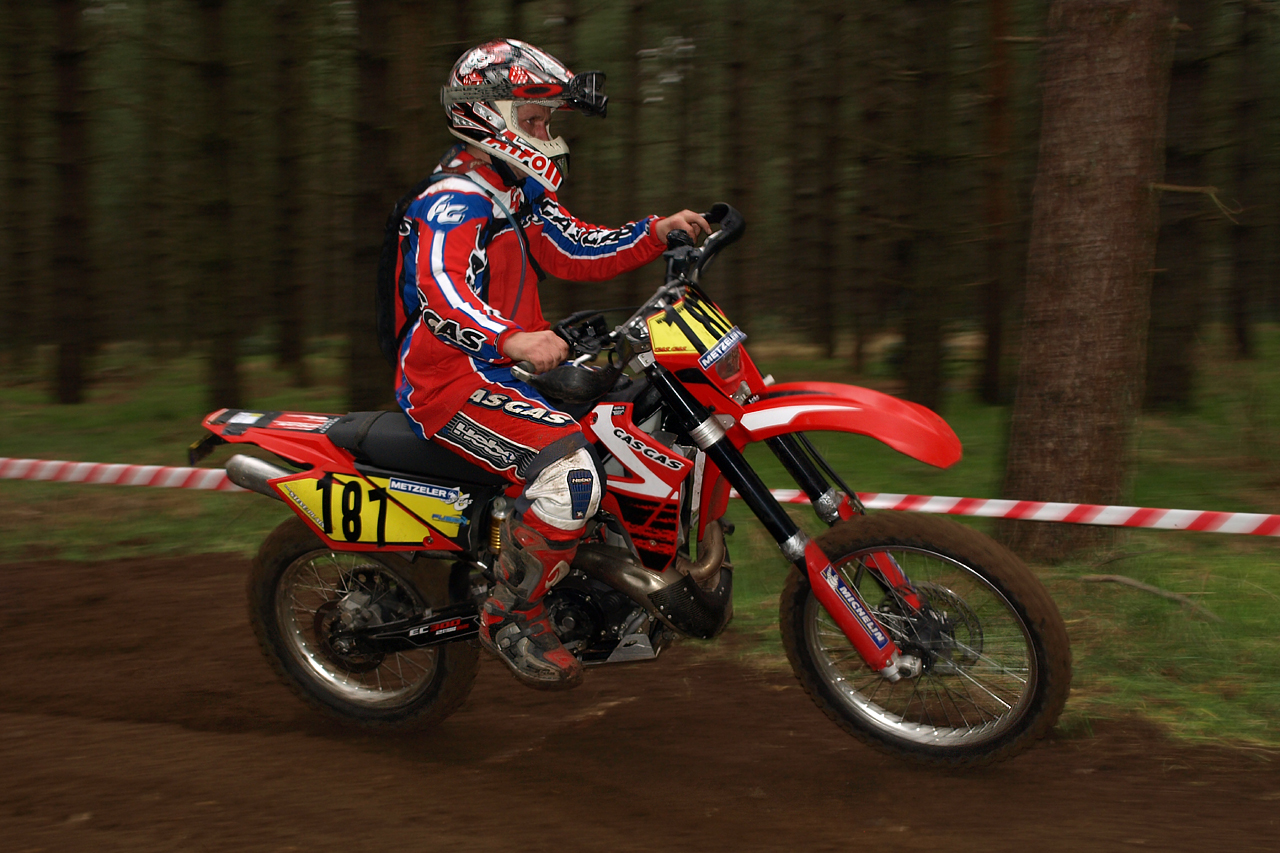
Shaun Benson amb la Gas Gas 300 al Campionat Britànic d'enduro del 2009

Gas Gas també havia aconseguit l'èxit en el Campionat del Món d'enduro. Els primers els aconseguí Paul Edmondson, en guanyar el campionat del món de 125 cc el 1994 i el de 250 cc el 1996. El seguiren Petteri Silván (250 cc i general el 1999) i Petri Pohjamo (125 cc el 2003). En total, a data d'octubre del 2012, Gas Gas ostentava 4 títols mundials per marques d'enduro i 9 per pilots, a banda de 8 campionats d'Europa per pilots i 22 campionats espanyols per pilots.
D'altra banda, cal dir que Wayne Braybrook (campió d'enduro del Regne Unit), conduint una Gas Gas, va ser un dels dos pilots que acabà els 80 quilòmetres de la dura cursa Red Bull Last Man Standing del 2006. Els altres 126 corredors no van poder acabar-la.
- Els títols mundials d'enduro obtinguts per pilots de Gas Gas són aquests:

| Any   | Categoria | Campió             | Marques |
| ----- | --------- | ------------------ | ------- |
| 1994  | 125 cc    | Paul Edmondson     | Sí      |
| 1996  | 250 cc    | Paul Edmondson     | -       |
| 1999  | 250 cc    | Petteri Silván     | Sí      |
| 1999  | Scratch   | Petteri Silván     | Sí      |
| 2003  | 125 cc    | Petri Pohjamo      | Sí      |
|       |           |                    |         |
| 2005  | EJ        | Cristóbal Guerrero | ?       |
| 2010  | Dones     | Ludivine Puy       | ?       |
| 2011  | Dones     | Ludivine Puy       | ?       |
| 2012  | Dones     | Laia Sanz          | ?       |
| Total | Total     | 9                  | 4       |

1. ↑  De vegades,[18] els títols obtinguts en categories de nova creació (com ara EJ o Dones) no es compten com a Campionats del Món, per bé que ho són a tots els efectes.

### Quads
Gas Gas també competia en la modalitat de quads en el campionat espanyol. En modalitat de quadcross destaca la victòria del seu pilot francès Jeremie Warnia al campionat del 2007.